# Козловка (Аркадакский район)
Козловка — упразднённый в 1999 году посёлок в Аркадакском районе Саратовской области России. Находился на территории современного Львовского муниципального образования.

## География
Расположен был на западе региона, в пределах Окско-Донской равнины, на реке Большой Аркадак, примерно в 1200 метрах от восточной окраины села Алексеевка.

## История
Основан предположительно в 1910—1920-х годах.
По переписи 1926 года в посёлке Козловский Алексеевского сельсовета Аркадакской волости Балашовского уезда Саратовской губернии жило 167 человек (86 мужчин и 81 женщина) в 25 крестьянских хозяйствах.
Согласно постановлению Саратовской областной думы от 16.09.1999 года № 31-1159, исключен из учётных данных объединённого муниципального образования Аркадакского района Саратовской области как прекративший своё существование.